# サリバン郡 (テネシー州)
サリバン郡（英: Sullivan County）は、アメリカ合衆国テネシー州の北東部に位置する郡である。人口は15万8163人（2020年） 。郡庁所在地は国勢調査指定地域であるブラウントビルであり、同郡で人口最大の都市はジョンソンシティである。1779年に郡が設立されたときはノースカロライナ州の郡だった。1784年から1788年は公式には認められなかったフランクリン国に属していた。
サリバン郡はバージニア州にも跨るキングスポート・ブリストル (テネシー州)・ブリストル (バージニア州)都市圏に属している。またジョンソンシティ・キングスポート・ブリストル広域都市圏にも入っている。通常トライシティーズ地域と呼ばれている。

## 地理
アメリカ合衆国国勢調査局に拠れば、郡域全面積は430平方マイル (1,113 km2)であり、このうち陸地413平方マイル (1,070 km2)、水域は17平方マイル (43 km2)で水域率は3.88%である。東のカーター郡およびジョンソン郡との郡境はホルストン山の尾根と定義されている。

### 隣接する郡
- ワシントン郡 (バージニア州)、ブリストル (バージニア州) - 北東
- ジョンソン郡 - 東
- カーター郡 - 南東
- ワシントン郡 - 南西
- ホーキンス郡 - 西
- スコット郡 (バージニア州) - 北西

### 国立保護地域
- チェロキー国立の森（部分）

### モリル洞窟
モリル洞窟、別名ウォーライズ洞窟はテネシー州立自然地域である。この洞窟は長さ4.4マイル (7 km) まで探検され、東テネシーでは2番目、アメリカ合衆国の中では177番目となっている。ホルストン川の南岸、ブラフシティからは東に2.5マイル (4 km) の位置にある。南北戦争のときは弾薬の主成分となる硝石の産地だった。その採掘を行った痕跡が洞内に残っており、除去された大量の硝石を含む泥、泥の中のピッケルの痕跡、坑夫が使った精巧な坑道が見られる。

## 人口動態

2000人口ピラミッド

以下は2000年国勢調査による人口統計データである。
| 基礎データ - 人口: 153,048人 - 世帯数: 63,556 世帯 - 家族数: 44,806 家族 - 人口密度: 143人/km2（371人/mi2） - 住居数: 69,052軒 - 住居密度: 65軒/km2（167軒/mi2） 人種別人口構成 - 白人: 96.55% - アフリカン・アメリカン: 1.89% - ネイティブ・アメリカン: 0.22% - アジア人: 0.43% - 太平洋諸島系: 0.01% - その他の人種: 0.21% - 混血: 0.69% - ヒスパニック・ラテン系: 0.71% 年齢別人口構成 - 18歳未満: 21.8% - 18-24歳: 7.3% - 25-44歳: 28.4% - 45-64歳: 26.5% - 65歳以上: 15.9% - 年齢の中央値: 40歳 - 性比（女性100人あたり男性の人口） - 総人口: 93.3 - 18歳以上: 90.2 | 世帯と家族（対世帯数） - 18歳未満の子供がいる: 28.4% - 結婚・同居している夫婦: 57.1% - 未婚・離婚・死別女性が世帯主: 10.2% - 非家族世帯: 29.5% - 単身世帯: 26.4% - 65歳以上の老人1人暮らし: 11.1% - 平均構成人数 - 世帯: 2.36人 - 家族: 2.84人 収入と家計 - 収入の中央値 - 世帯: 33,529米ドル - 家族: 41,025米ドル - 性別 - 男性: 31,204米ドル - 女性: 21,653米ドル - 人口1人あたり収入: 19,202米ドル - 貧困線以下 - 対人口: 12.9% - 対家族数: 9.7% - 18歳未満: 17.1% - 65歳以上: 11.9% |

## 郡政府
スティーブ・ゴッドシーが郡長である。郡政委員会は24人の委員がいる。2010年まで委員は無党派選挙で選ばれていたが、郡の共和党が予備選挙を導入することを決めた後、党派選挙に変わった。

## 都市と町
| - ブラウントビルCDP - 郡庁所在地 - ブラフシティ - ブリストル - バッファロー - ジョンソンシティ - キングスポート | - モリソンシティ (未編入の町) - パイニーフラッツ (未編入の町) - スパージョン (未編入の町) - サリバンガーデンズ (未編入の町) - ウォルナットヒル (未編入の町) - コロニアルハイツ (未編入の町) - ブルーミングデール (未編入の町) |

## 著名な出身者
- ベシー・クーパー（1896年-2012年）、満116歳、2012年12月4日に死去するまで世界最高齢だった